# Полисиндетон
Полисиндетон или още многосъюзие е стилистична фигура, която се изразява в многократната употреба на едни и същи съюзи в рамките на едно изречение, с цел да се отделят и по-ясно да изпъкнат частите на речта, които тези съюзи свързват.
Полисиндетонът внася в текста особена изразителност и напевност. Използва се още в античната литература, както и в библейски текстове.
Примери за полисиндетон:
- „Изпълни се душата на дяда Йоца с възхищение. И войска, и паши, и топове, и княз, и учени хора, и милиони, и чудесии над чудесиите“ (из „Дядо Йоцо гледа“, Иван Вазов)
- „А вън – ни шум, ни лай, ни вик човешки“ (из „В Поволжието“, Христо Смирненски)